# کارلیوهان اریکسون
کارلیوهان اریکسون (فنلاندی: Carljohan Eriksson؛ زادهٔ ۲۵ آوریل ۱۹۹۵) بازیکن فوتبال اهل فنلاند است.
از باشگاه‌هایی که در آن بازی کرده‌است می‌توان به باشگاه فوتبال هلسینکی و باشگاه فوتبال اچ‌آی‌اف‌کی اشاره کرد.
وی همچنین در تیم‌های ملی فوتبال زیر ۲۱ سال فنلاند و فنلاند بازی کرده‌است.